# Thriller érotique
Pour les articles homonymes, voir Thriller.

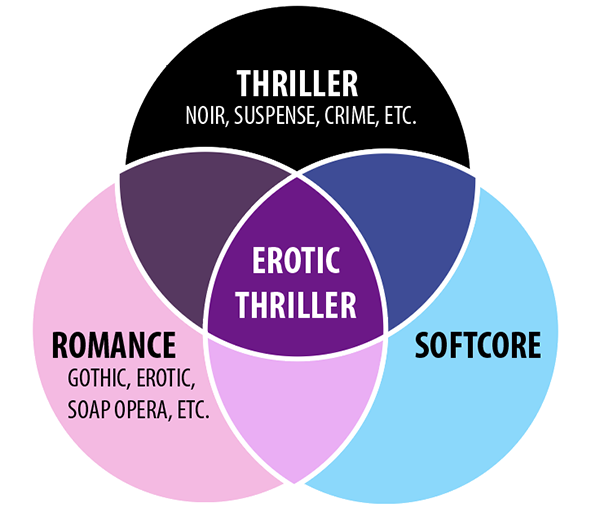
Le thriller érotique à l’intersection de la romance, du film sexuel softcore et du thriller.

Le thriller (ou thrilleur) érotique est un sous-genre cinématographique et littéraire, mélange de suspense et d'érotisme. Le genre a connu son heure de gloire en Amérique du Nord dans le milieu des années 1980 jusqu'au début des années 1990, avant de connaître un essoufflement en termes de recettes. Certains téléfilms américains proposés dans le cadre du programme Hollywood Night de TF1 dans les années 1990 se référaient au genre du thriller érotique. On pouvait aussi en retrouver au format DVD avec une transcription quelquefois de piètre qualité sonore ou graphique, généralement proposés par des labels spécialisés en série B. 

## Filmographie sélective

### Dans les années 1980
- Pulsions (Dressed to Kill) de Brian De Palma (1980)
- La Fièvre au corps (Body Heat) de Lawrence Kasdan (1981)
- La Féline (Cat People) de Paul Schrader (1982)
- Body Double de Brian De Palma (1984)
- Blue Velvet de David Lynch (1986)
- 9 Semaines ½ (Nine ½ Weeks) d'Adrian Lyne (1986)
- Liaison fatale (Fatal Attraction) d'Adrian Lyne (1987)
- Mélodie pour un meurtre (Sea of Love) d'Harold Becker (1989)

### Dans les années 1990
- Hot Spot (The Hot Spot) de Dennis Hopper (1990)
- Affaires privées (Internal Affairs) de Mike Figgis (1990)
- Les Nuits avec mon ennemi (Sleeping with the Enemy) de Joseph Ruben (1991)
- Basic Instinct de Paul Verhoeven (1992)
- Fleur de poison (Poison Ivy) de Katt Shea (1992)
- Body (Body of Evidence) d'Uli Edel (1993)
- Belle et Dangereuse (Blown Away) de Brenton Spencer (1993)
- Boxing Helena de Jennifer Lynch (1993)
- J.F. partagerait appartement (Single White Female) de Barbet Schroeder (1993)
- Sliver de Phillip Noyce (1993)
- Color of Night de Richard Rush (1994)
- Harcèlement (Disclosure) de Barry Levinson (1994)
- Last Seduction de John Dahl (1994)
- Jade de William Friedkin (1995)
- Showgirls de Paul Verhoeven (1995)
- Excès de confiance (Never Talk to Strangers) de Peter Hall (1996)
- Bound des Wachowski (1996)
- Crash de David Cronenberg (1996)
- Sexcrimes (Wild Things) de John McNaughton (1998)
- Eyes Wide Shut de Stanley Kubrick (1999)

### Dans les années 2000
- Quills, la plume et le sang de Philip Kaufman (2000)
- Péché originel de Michael Cristofer (2001)
- Feu de glace de Chen Kaige (2002)
- Infidèle d'Adrian Lyne (2002)
- A Snake of June de Shinya Tsukamoto (2002)
- Fatale Attraction d'Amit Saxana (2003)
- In the Cut de Jane Campion (2003)
- Swimming Pool de François Ozon (2003)
- Murder d'Anurag Basu (2004)
- La Vérité nue d'Atom Egoyan (2005)
- Basic Instinct 2 de Michael Caton-Jones (2006)
- Dangereuse Séduction de James Foley (2007)
- Lust, Caution d'Ang Lee (2007)
- Chloé d'Atom Egoyan (2009)

### Dans les années 2010
- The Housemaid de Im Sang-soo (2010)
- Compliance de Craig Zobel (2012)
- Passion de Brian De Palma (2012)
- The Canyons de Paul Schrader (2013)
- Plush de Catherine Hardwicke (2013)
- Knock Knock de Eli Roth (2015)
- The Neon Demon de Nicolas Winding Refn (2016)
- Iris de Jalil Lespert (2016)
- Mademoiselle de Park Chan-wook
- L'Amant double de François Ozon (2017)
- Lykaia, de DOA (2018)

### Dans les années 2020
- The Voyeurs de Michael Mohan (2021)
- Eaux profondes d'Adrian Lyne (2022)
- Fair Play de Chloe Domont (2023)
- Au plaisir de se faire trahir de Diego Freitas (2023)
- Babygirl de Halina Reijn (2024)

## Dans les séries télévisées
La série d'horreur américaine American Horror Story, diffusée depuis 2011, comporte un lourd potentiel érotique[C'est-à-dire ?].